# My Way (當山みれいのアルバム)
『My Way』(マイウェイ) は、當山みれいの1枚目のアルバム。2016年7月27日にMASTERSIX FOUNDATIONより発売。

## 概要
- 2014年10月1日に発売された2ndシングル「Memories」以来、およそ1年9ヶ月振りのリリースとなった。
- 初回生産限定盤(CD+DVD)、通常盤(CDのみ)の2形態がリリースされ、初回生産限定盤のDVDには表題曲「My Way」のMV及びメイキング映像、発売に先駆けて公開されたティーザー映像が収録されている。
- 本作のジャケットは、ファッション雑誌『NYLON JAPAN』のプロデュースによるものである[1]。
- 表題曲「My Way」は、清水翔太のプロデュースによる楽曲である。またMVにはモデルの樫本琳花、アンジェリカが出演している[2]。
- 以前よりYouTubeを通してMVが公開されていた「Queen's Alive」、リリックビデオが公開されていた「Love Me Crazy」「Our Song」、以前よりライブで歌われていた「Bravehearts」など多くの未発表曲が今回初のCD収録となった。

## 収録曲

### CD
1. My Way
  - 作詞：當山みれい・清水翔太 / 作曲：清水翔太

テレビ東京系「超流派」2016年7月度エンディングテーマ
FM NACK5の2016年7月後期POWER PLAYに選出された。
4thシングル「Dear My Boo」にリミックスが収録されている。
2. Love Me Crazy
  - 作詞・作曲：當山みれい / 編曲：☆Taku Takahashi

関西テレビ・フジテレビ系「雨上がり食楽部」2016年7月度エンディングテーマ
3. 君となら
  - 作詞：當山みれい / 作曲：當山みれい・MANABOON / 編曲：MANABOON
4. Memories
  - 作詞・作曲：當山みれい / 編曲：村山晋一郎

2ndシングル「Memories」収録。
5. Queen's Alive
  - 作詞：當山みれい / 作曲：當山みれい・SWING-O / 編曲：SWING-O

2014年6月28日にBET AWARDSの前夜祭「2014 BET Experience」に出演する際に発表された、ダンスユニットBAD QUEENとのコラボレーション楽曲[3]。
6. Bravehearts
  - 作詞・作曲：Mirei Touyama・Anthony Maniscalco・Marc Malouf・Christina Parie
7. Fallin' Out
  - 作詞・作曲：當山みれい / 編曲：SKY BEATZ

1stシングル「Fallin' Out/I Wanna NO feat.SHUN」収録。
8. Our Song
  - 作詞・作曲：當山みれい

LINE公式アカウントでのお悩み相談“DON'T CRY, LINE ME project”から生まれた楽曲である[4]。
デモ曲として公開された時点でのタイトルは「Strongers(DEMO)」
9. I Wanna NO feat. SHUN
  - 作詞・作曲：當山みれい・SHUN / 編曲：Unknown

1stシングル「Fallin' Out/I Wanna NO feat.SHUN」収録。
テレビ東京系「超流派」2014年6月度エンディングテーマ
10. Online / MIREI×TORION
  - 作詞・作曲：Woo Rhee“Rainstone”・Patrick Lukens・Torion Sellers・David McPherson・Mirei Touyama

アメリカ留学中に作られた、Young MoneyのアーテストTORIONとのコラボレーション楽曲[5]。
11. I Wanna NO (Tachytelic Bass Remix)
  - 作詞・作曲：當山みれい・SHUN / 編曲：☆Taku Takahashi

1stシングル「Fallin' Out/I Wanna NO feat.SHUN」収録。
12. Can't Stop Fallin' in Love
  - 作詞：TETSUYA KOMURO・MARC / 作曲：TETSUYA KOMURO / 編曲：村山晋一郎

globeのカバー。
globeのトリビュート・アルバム『#globe20th -SPECIAL COVER BEST-』収録[6]。

### DVD
My Way Special Video Clips
1. Music Video
2. Making
3. Teaser ver.1
4. Teaser ver.2
5. Teaser ver.3